# Головач Анатолій Варфоломійович
Анатолій Варфоломійович Головач (нар. 23 грудня 1930, Дніпропетровськ — 18 серпня 2019, Київ) — український економіст, доктор економічних наук, професор кафедри статистики Київського національного економічного університету, академік Академії наук Вищої школи України.

## Біографія
Народився 23 грудня 1930 р. у Дніпропетровську у родині педагогів. Під час війни, коли сім’я перебувала в евакуації, підлітком працював на сільгоспроботах нарівні з дорослими. У 1952 р. закінчив з відзнакою Всесоюзний Інститут радянської торгівлі за спеціальністю "економіст".
З 1950 р., працював референтом Інституту економіки Академії наук УРСР. З 1952 — 1954 рр. — у Держплані Ради Міністрів УРСР, у 1954 — 1965 рр. — у Науково-дослідний інститут торгівлі і громадського харчування. У 1961 р. захистив кандидатську дисертацію, а за три роки отримав звання старшого наукового співробітника. З 1965 р. працював в Київському національному економічному університеті, де обіймав посади доцента, завідувача кафедри, професора кафедри статистики. Майже сорок п’ять років присвятив Анатолій Варфоломійович цьому навчальному закладу. В 1973 р. захистив докторську дисертацію, а наступного року отримав звання професора. Протягом майже двадцяти років він очолював кафедру статистики. Саме тоді яскраво виявилися притаманні йому організаторські здібності, ініціативність, енергійність, людяність та порядність.

## Наукова діяльність
На основі фундаментальних досліджень у галузі теорії статистики та досвіду практичної роботи А. В. Головач започаткував школу прикладної статистики економічного напряму, головною метою якої є побудова статистичного забезпечення управління економікою. Сформував теоретико-методологічні основи банківської та прикладної статистики, а також курс «Статистичне забезпечення управління економікою», за якими у 2001—2005 рр. видані навчальні посібники.
А. В. Головач — автор чотирьох монографій, семи підручників і навчальних посібників, понад ста проблемних статей у відомих фахових виданнях України та за кордоном.
Він започаткував діяльність проблемних лабораторій в університеті. Зокрема, на кафедрі статистики під його керівництвом була створена лабораторія Міністерства освіти України з аналізу та планування потреби економіки у спеціалістах з вищою освітою. Результатом цих досліджень став фундаментальний аналіз і прогноз потреби у фахівцях Мінвузу України. Протягом багатьох років планування набору студентів різних спеціальностей здійснювалось Мінвузом з урахуванням рекомендацій, викладених у монографії «Экономико-статистический анализ и прогнозирование потребности народного хозяйства в специалистах» та інших науково-практичних працях, виданих наприкінці 1990-х років під керівництвом А. В. Головача.

## Педагогічна діяльність
Під керівництвом Анатолія Варфоломійовича Головача підготовлено двадцять науковців вищого рівня. Учні Анатолія Варфоломійовича успішно працюють у вищих навчальних закладах, науково-дослідних інститутах, органах державного управління і передусім — у системі Держстату України.
Протягом тривалого часу А. В. Головач очолював роботу Спеціалізованої Вченої Ради Київського національного економічного університету та був членом Спеціалізованої Вченої Ради Київського національного торговельно-економічного університету.

## Нагороди
- Орден «Знак Пошани» (1986 р.),
- Медаль «За доблесну працю у Великій Вітчизняній війні 1941—1945 рр.» (1996 р.),
- Медаль «Захиснику Вітчизни» (2002 р.),
- Медаль «Ветеран праці»
- Медаль «В пам'ять 1500-річчя Києва»,
- Почесниа відзнака «Высшая школа СССР» (1987 р.)
- «Відмінник освіти України» (1991 р.),
- «Заслужений працівник КНЕУ» (2000 р.),
- «Почесний працівник статистики України» (2005 р.).